# Richard Hipa
Richard Starkie Hipa, né le 19 janvier 1957 et mort à Auckland le 20 janvier 2025, est une personnalité politique polynésienne de nationalité niuéenne.

## Biographie
Longtemps directeur de l'entreprise publique Telecom Niue, puis secrétaire du gouvernement de 2008 à 2017 et donc figure la plus éminente de l'administration publique niuéenne,, il est présentateur matinal sur Radio Sunshine —l'unique chaîne de radio du pays, opérée par le Broadcasting Corporation of Niue (en)— « pendant plus de vingt ans ». Il est également longtemps président du conseil municipal d'Alofi-nord et président de l'Association du Service public.
Il est élu député au Parlement de Niué aux élections de mai 2020. Candidat au scrutin national (hors-circonscription), il reçoit plus de voix que tout autre candidat, et songe un temps à briguer la fonction de Premier ministre, avant d'y renoncer. Au Parlement, il critique la gestion de Telecom Niue par ses successeurs. 
En août 2021, il est évacué d'urgence vers un hôpital en Nouvelle-Zélande par un avion Lockheed C-130 Hercules de la Royal New Zealand Air Force. Après un arrêt cardiaque en vol et un sauvetage par deux médecins militaires néo-zélandais, il est hospitalisé à Auckland « dans un état critique »,. Il demeure convalescent en Nouvelle-Zélande durant le restant de la législature 2020-2023 et ne se représente pas aux élections de 2023. Il passe les dernières années de sa vie à Auckland, avec les membres de sa famille qui l'y ont rejoint, et meurt à l'hôpital d'Auckland en janvier 2025, le lendemain de son 68e anniversaire.
Son père le docteur Dick Hipa et son oncle Morris Tafatu l'ont précédé comme députés, tandis que son frère Ian Hipa entre au Parlement en 2023.